# Lasco Lascoter
Die Lasco Lascoter war ein Verkehrsflugzeug des australischen Herstellers Larkin Aircraft Supply Company.

## Geschichte und Konstruktion
Die Lasco Lascoter war ein sechssitziges Verkehrs- und Postflugzeug von Larkin Aircraft Supply Company (Lasco). Die Lascoter erhielt als erstes in Australien entworfenes und gebautes Flugzeug das Lufttüchtigkeitszeugnis. Die Maschine war ein abgestrebter Hochdecker mit stoffbespanntem Stahlrohrrumpf, konventionellem Leitwerk und festem Spornradfahrwerk. Zudem besaß sie eine geschlossene Kabine für die Passagiere und den Piloten. Die Entwicklung der Lascoter begann im Juni 1928 gleichzeitig mit der Lascondor, mit der sie 90 % gleiche Bauteile hatte. Der Erstflug fand am 25. Mai 1929 statt. Obwohl sie bei einer Landung beschädigt wurde, erhielt sie am 22. Juli 1929 das Lufttüchtigkeitszeugnis. Die Maschine wurde danach von der Australian Aerial Services – einer Fluggesellschaft im Besitz von Lasco – verwendet und auf der Luftpoststrecke zwischen Camooweal, Queensland und Daly Waters, Northern Territory eingesetzt. Die Lascoter wurde vom Australian Aerial Services und deren Nachfolgern bis 1938 betrieben.

## Technische Daten
| Kenngröße             | Daten                                                        |
| --------------------- | ------------------------------------------------------------ |
| Besatzung             | 1                                                            |
| Passagiere            | 5                                                            |
| Länge                 | ? m                                                          |
| Spannweite            | ? m                                                          |
| Höhe                  | ? m                                                          |
| Flügelfläche          | ? m²                                                         |
| Nutzlast              | ? kg                                                         |
| Leermasse             | 1134 kg                                                      |
| max. Startmasse       | 2042 kg                                                      |
| Reisegeschwindigkeit  | ? km/h                                                       |
| Höchstgeschwindigkeit | 112 km/h                                                     |
| Dienstgipfelhöhe      | ? m                                                          |
| Reichweite            | ? km                                                         |
| Triebwerke            | 1 × 6-Zylinder-Reihenmotor Siddeley Puma mit 179 kW (243 PS) |